# Маюмі Наріта
Маюмі Наріта (яп. 成田 真由美, Narita Mayumi, народилася 27 серпня 1970 року в місті Кавасакі, Канагава, Японія) — японська плавчиня, названа Міжнародним паралімпійським комітетом як "одна із найкращих спортсменів-паралімпійців світу"  . «Японія сьогодні» описує Наріту як «сенсацію у плаванні, можливо, таку ж велику, як торпедо, але ім’я якої небагато хто знає". Вона виграла 15 золотих медалей на Паралімпійських іграх і 20 загалом.
Наріта користується інвалідним візком через мієліт з 13 років; у 1994 році, крім того, вона потрапила в дорожньо-транспортну пригоду, що спричинило до погіршення стану здоров'я. У 1996 році вона представляла Японію на Паралімпійських іграх в Атланті, де виграла дві золоті медалі, дві срібні та одну бронзову. На літніх Паралімпійських іграх 2000 року в Сіднеї вона виграла шість золотих медалей.  Вона також встановила п'ять світових рекордів на Іграх у Сіднеї.
Наріта знову брала участь у Літніх Паралімпійських іграх 2004 року в Атенах і була найуспішнішою спортсменом Ігор будь-якої національності та будь-якого виду спорту. Вона встановила шість світових рекордів, сім паралімпійських рекордів, завоювала сім золотих медалей і одну бронзову медаль. 
У 2005 році Міжнародний паралімпійський комітет присудив їй нагороду як найкращій спортсменці, одночасно з цим нагороду у номінації «найкращий спортсмен» отримав бразилець Клодоальдо Сілва.
Наріта також була заступницею голови комісії спортсменів Токіо 2016. 